# بيري ويلسون
بيري ويلسون (بالإنجليزية: Perry Wilson)‏ هي رسامة وممثلة أمريكية، ولدت في 1916 في الولايات المتحدة، وتوفيت في 30 ديسمبر 2009.

## وصلات خارجية
- بيري ويلسون على موقع IMDb (الإنجليزية)
- بيري ويلسون على موقع أول موفي (الإنجليزية)
- بيري ويلسون على موقع قاعدة بيانات برودواي على الإنترنت (الإنجليزية)
- بيري ويلسون على موقع قاعدة بيانات الأفلام السويدية (السويدية)
- بيري ويلسون على موقع قاعدة بيانات الفيلم (الإنجليزية)
- بيري ويلسون على موقع كينوبويسك (الروسية)